# Ofélie (Millais)
Ofélie (anglicky Ophelia, 1851–1852) je obraz anglického umělce Johna Everetta Millaise ve sbírce londýnského muzea Tate Britain, kde patří k nejpopulárnějším. Zobrazuje zpívající Ofélii z Shakespearovy hry Hamlet v okamžicích před jejím utonutím.
Obraz sklidil během své první výstavy v Royal Academy of Arts smíšené reakce ale postupně se stal jedním z nejobdivovanějších obrazů poloviny devatenáctého století pro svou krásu a detailní zobrazení přírodní scény.

## Námět
| Králov. Jest vrba nachýlená přes potok, své šedé listy v proudu zrcadlíc; tam přišla s věnci přepodivnými, jež z kohoutků a kopřiv upletla a sedmikrás a podběle, jenž zve se hruběj‘ svévolnými pastevci, však u děv cudných zván „prst umrlčí“. Když na převislé suky vystoupla, by rozvěsila tam své věnečky, tu zrádná větev zlomila se pod ní a její květinové okrasy i ona spadly ve lkající proud. Šat její široko se rozestřel a jako rusalku ji chvíli nes‘; a ona zatím pozpěvovala si staré popěvky jak nevědouc o vlastní pohromě, neb jako tvor, jenž zrozen byl a zvyklý v živlu tom. Však zanedlouho roucho prosáklé svou tíží stáhlo dívku ubohou od jejích zpěvů v bažinatý hrob. |
| Hamlet v překladu Josefa Václava Sládka, 1899 |

Obraz zobrazuje výjev, který ve čtvrtém dějství Shakespearova Hamleta líčí Laertovi královna Gertruda. Jeho sestra Ofélie, která žalem přišla o rozum, spadla do potoka, na jehož břehu roste vrba, na kterou chtěla rozvěsit věnce z kvítí. Její šaty ji na několik okamžiků nadnáší a ona si před utonutím bezstarostně prozpěvuje. Dívá se do prázdna a její ruce připomínají odevzdanost Krista.
Obraz proslul detailním a botanicky přesným vyobrazením flóry v potoce a na jeho břehu. Byť je děj Hamleta zasazen do Dánska, jeho scenérie je považována za typicky anglickou. Obraz byl namalován na břehu říčky Hogsmill, přítoku Temže mezi Tolworthem a Worcester Parkem v Surbitonu. Přesné místo v roce 2010 objevila místní učitelka v důchodu Barbara Webbová.
Květiny plovoucí s Ofélií z větší části korespondují s Shakespearovým popisem věnečků a zároveň vypovídají o viktoriánském zájmu o květomluvu, podle níž má každá květina svůj význam. Výrazný mák vlčí má například symbolizovat smrt, fialky kolem jejího krku značí věrnost a cudnost a macešky u nohou neopětovanou lásku.

## Tvůrčí proces
Millais, kterému v roce 1851 bylo 22 let, pracoval na této olejomalbě na dvouvrstvém plátně ve dvou fázích. Nejdříve maloval pozadí na břehu řeky Hogsmill. V 19. století bylo zvykem venku pořídit pouze skici a studie a na samotném obraze pracovat ve studiu, prerafaelité ale tento postup neuznávali a Millais si při zdlouhavém malování v přírodě stěžoval na bodavý hmyz, nepochopení místních a nepřízeň počasí, kvůli které si nechal vybudovat provizorní přístřešek. Další z původních prerafaelitů William Holman Hunt nedaleko ve stejné době pracoval na obraze Špatný pastýř. Millais vytvořil pouze několik studií včetně jedné olejomalby, jejíž osud je neznámý. Zároveň během malby neprovedl mnoho změn kompozice, jak je patrné z důkladné analýzy obrazu.
Postavu Ofélie tvořil Millais po dokončení pozadí v londýnském ateliéru na Gower Street. Modelkou mu byla devatenáctiletá Elizabeth Siddallová v květinově vyšívaných šatech, které koupil z druhé ruky za čtyři libry a jako řeka posloužila vana plná vody. Protože byla zima, pod vanu umisťoval zapálené olejové lampy. Zabrán do práce nechal jednou lampy vyhasnout, Elizabeth se ve studené vodě těžce nachladila a její otec od něj požadoval 50 liber za doktora.

## Kritické přijetí
Během svého prvního vystavení Ofélie v londýnské Royal Academy of Arts v roce 1852 byly reakce smíšené, lepší však než na jeho předchozí vystavovaný obraz Kristus v domě svých rodičů, který vyvolal kontroverzi. Jeden z kritiků pro The Times napsal, že ponořit láskou ztrápenou Ofélii do pouhé zarostlé strouhy je zvrácené a scéna smrti je tím ochuzena o veškerou krásu a patos. Další recenze uvádí, že Ofélie evokuje spíše hrající si děvečku. Kritik a podporovatel prerafaelitů John Ruskin se kladně vyjádřil k technickému provedení malby, podivoval se ale nad tím, proč si Millais vybral pozadí, jaké vybral.

## Odkaz
Obraz je považován za jedno z ústředních děl prerafaelitů a je hojně napodobován v malířství, filmech a na fotografiích. Je na něm založena například Oféliina smrt ve filmové adaptaci Hamleta režiséra Laurence Oliviera z roku 1948 nebo scéna z horroru Wese Cravena The Last House on the Left z roku 1972. Hlavní postavy romantického filmu Oheň s ohněm z roku 1986 se náhodně seznamují v lese, kde se Lisa fotografuje jako Ofélie. Videoklip k písni Where the Wild Roses Grow Kylie Minogue a Nicka Cavea z roku 1995 se odehrává v řece pod vrbou. Na obraz odkazuje také Lars von Trier v psychologickém dramatu Melancholia z roku 2011 s Kirsten Dunstovou.

## Provenience
Ofélie byla od Millaise zakoupena obchodníkem s uměním Henrym Farrerrem 10. prosince 1851 za 300 guinejí (ekvivalent zhruba 51 tisíc britských liber v roce 2022). Farrer obraz prodal vášnivému sběrateli prerafaelitského umění B. G. Windusovi, který jej prodal za 748 guinejí v roce 1862. V roce 1892 se nakonec dostal do vlastnictví Henryho Tatea, který jej roku 1894 věnoval státu pro nově vznikající londýnské muzeum Tate Britain. Obraz byl, spolu s dalšími významnými díly prerafaelitů, mezi lety 2013–2014 vystavován v Národní galerii ve Washingtonu, Japonsku, Itálii a moskevském Puškinově muzeu. Jeho cena se odhaduje na 30 milionů liber.

## Galerie

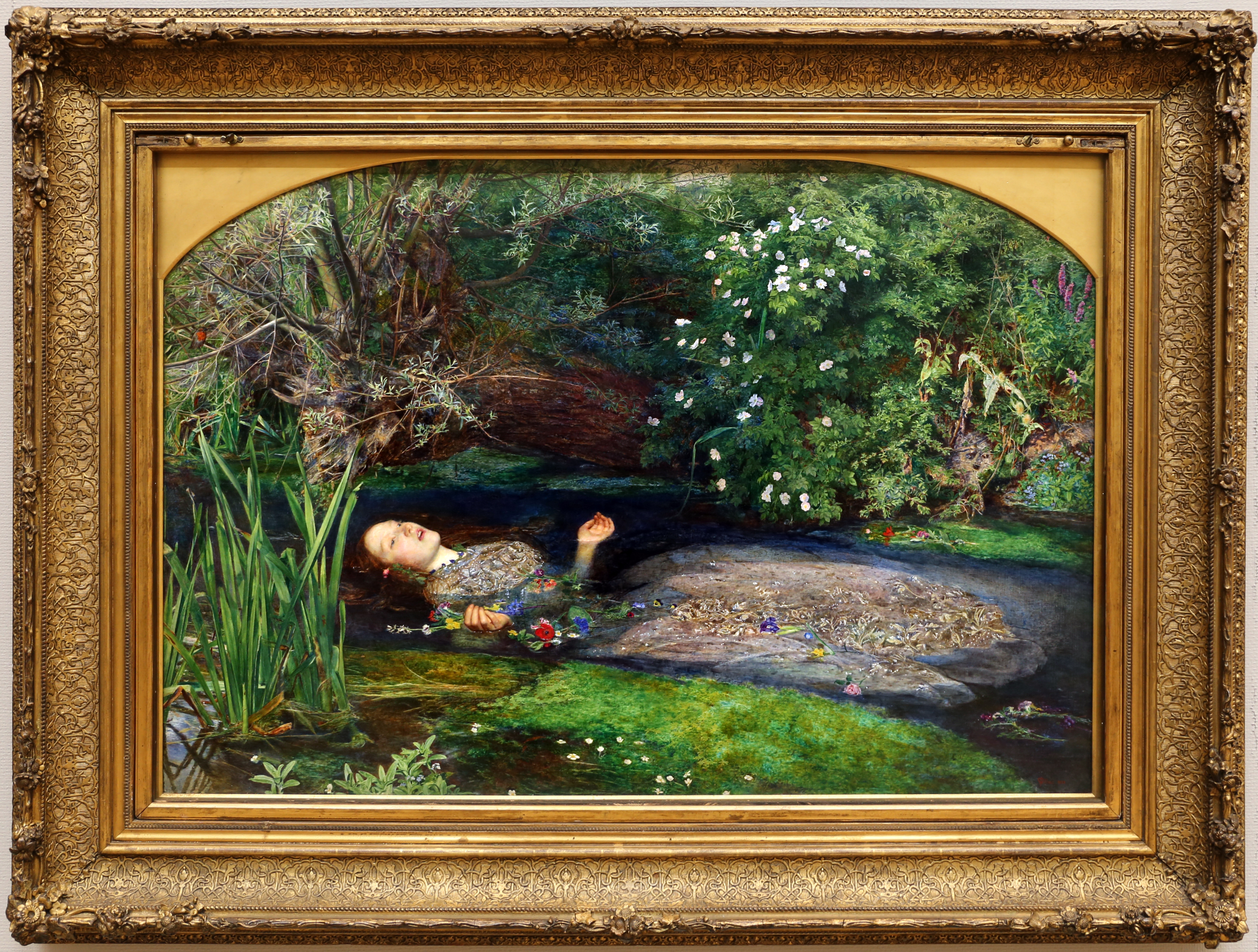
Obraz včetně rámu
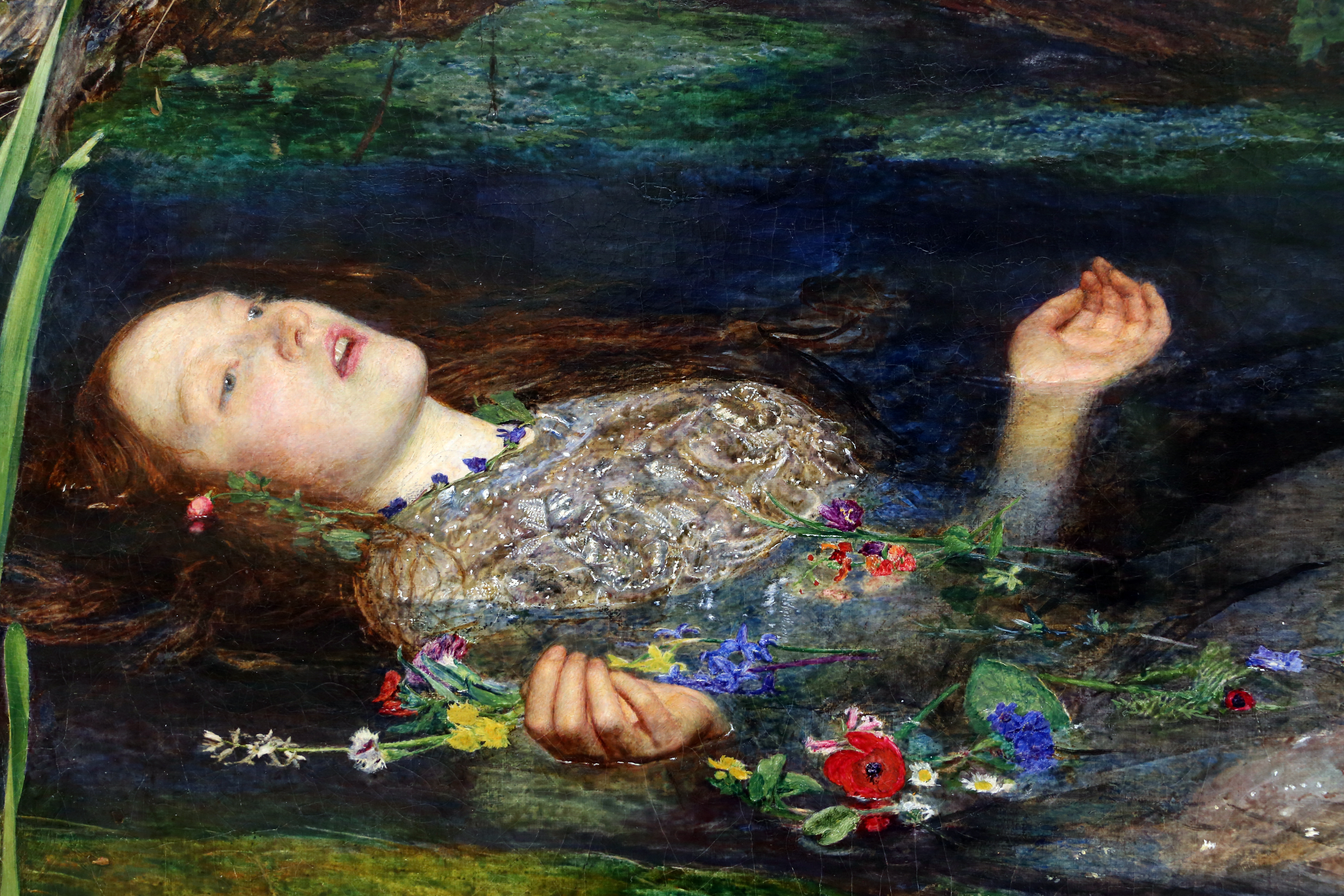
Detail Ofélie s květy
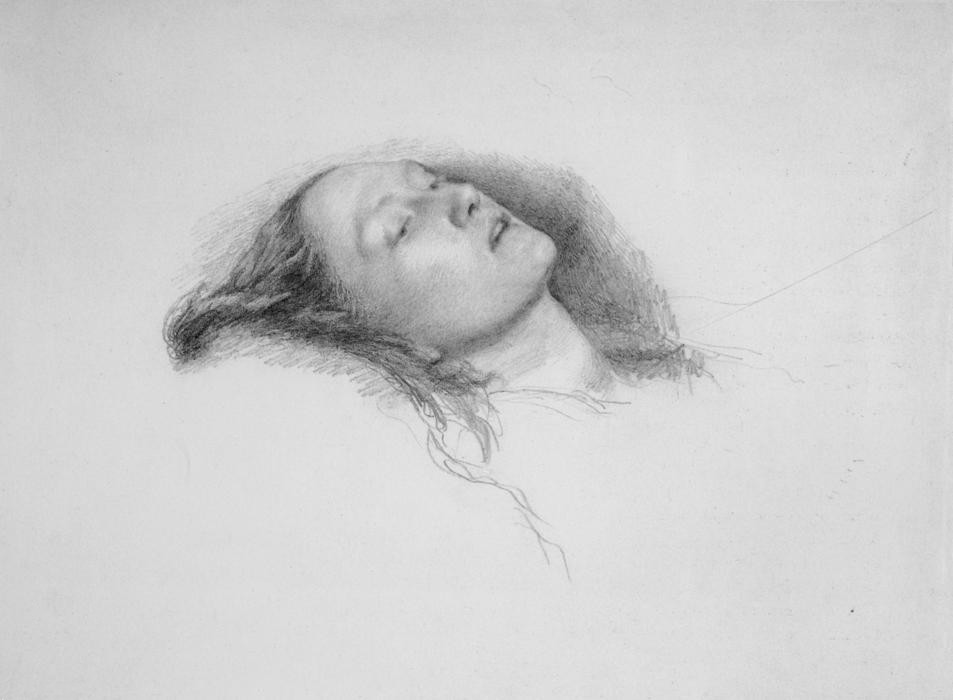
Studie tužkou
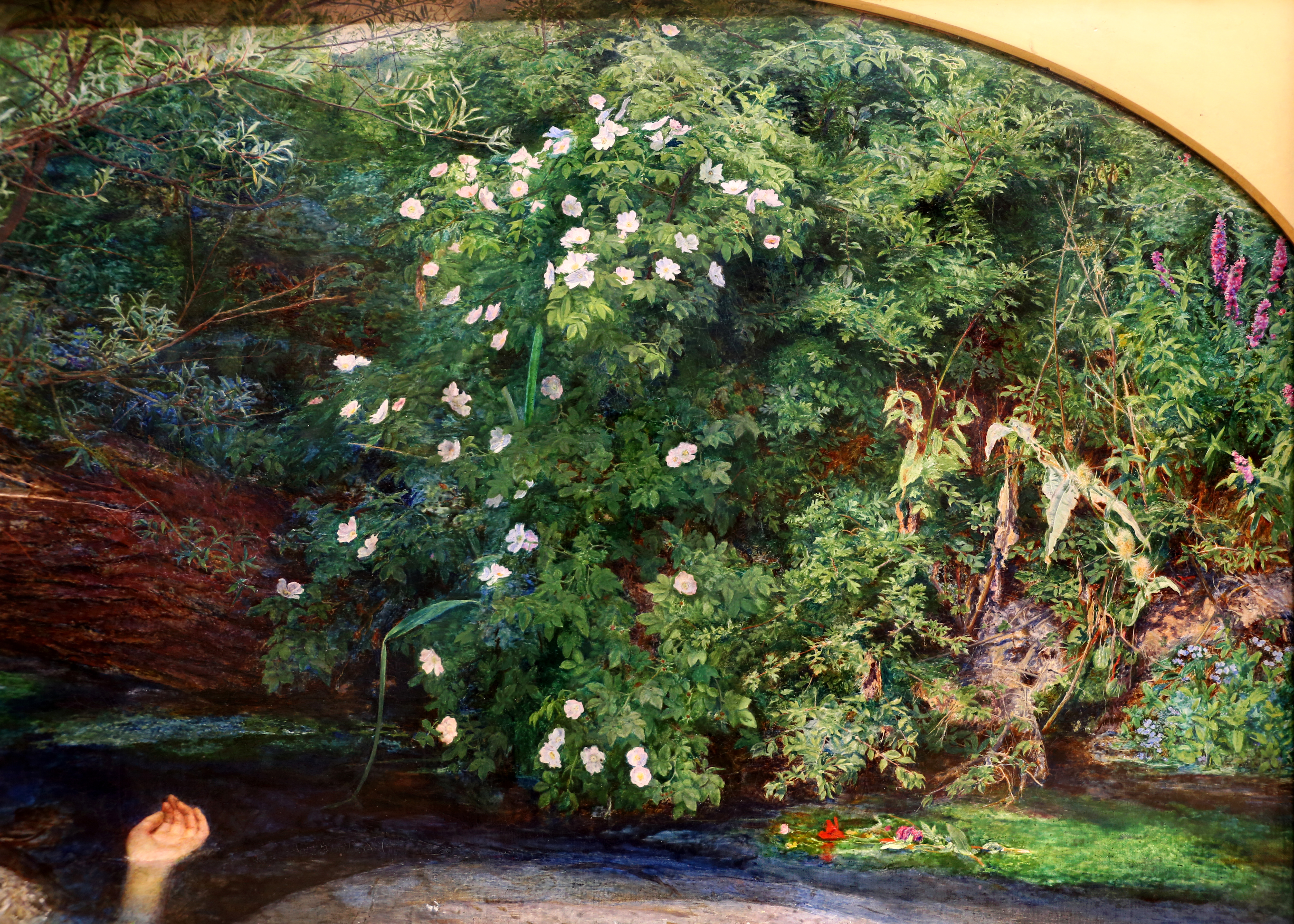
Detail břehu s šípkovým keřem
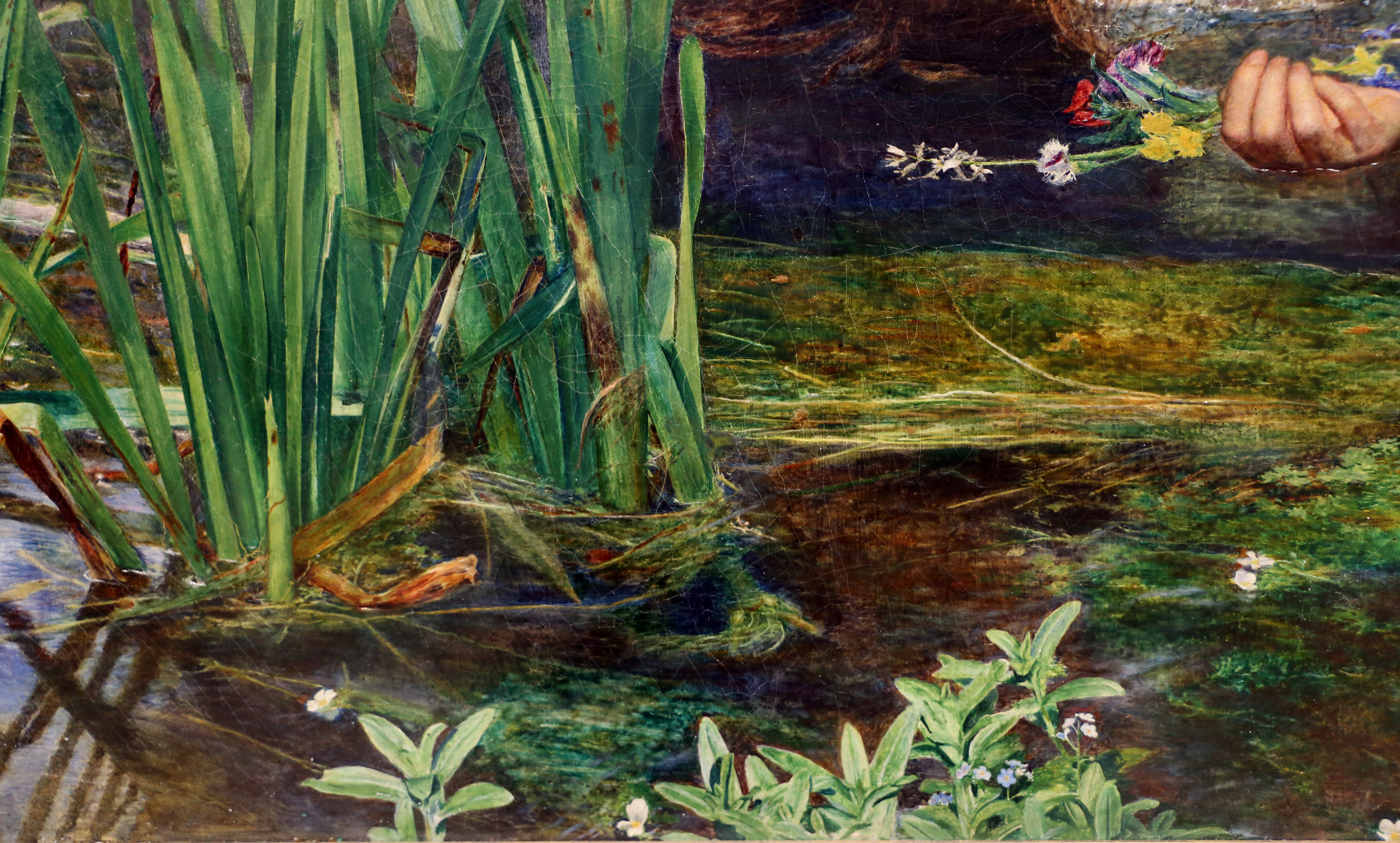
Detail vodních rostlin
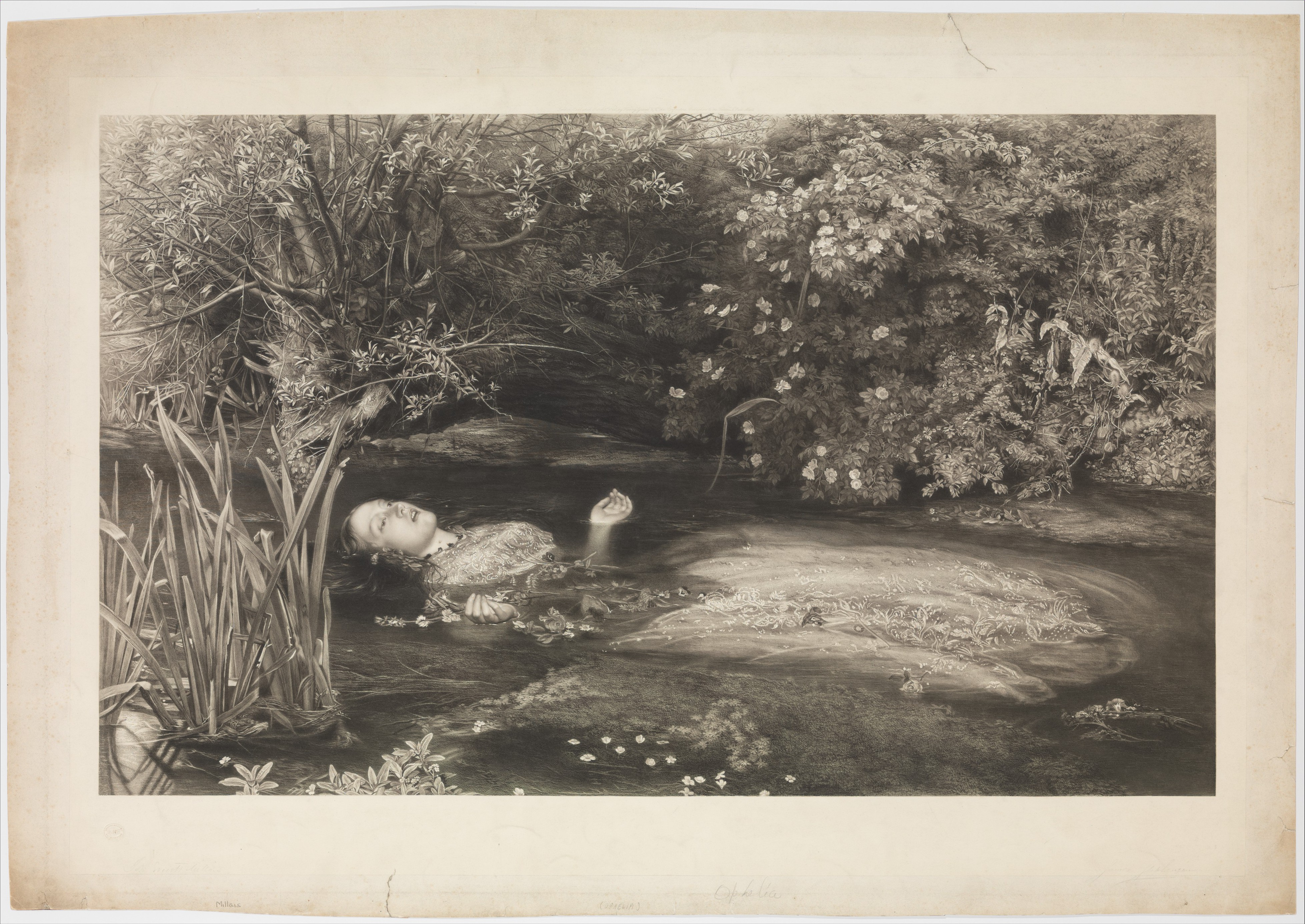
Mezzotinta Ofélie rytce Jamese Stephensona z roku 1866